# (29088) 1981 DR2
A (29088) 1981 DR2 a Naprendszer kisbolygóövében található aszteroida. Schelte J. Bus fedezte fel 1981. február 28-án.